# Stig Andersson (biathlonista)
Stig Andersson (ur. 4 marca 1931) – szwedzki biathlonista. Największy sukces w karierze osiągnął w 1961 roku, kiedy wspólnie z Klasem Lestanderem i Tage Lundinem zdobył brązowy medal w drużynie na mistrzostwach świata w Umeå. Na tych samych mistrzostwach zajął również osiemnaste miejsce w biegu indywidualnym. Były to jego jedyne starty na imprezach tego cyklu. Nigdy nie wziął udziału w igrzyskach olimpijskich. Nigdy nie wystąpił w zawodach Pucharu Świata.

## Osiągnięcia

### Mistrzostwa świata
| Rok  | Miejscowość | Konkurencje | Konkurencje | Konkurencje | Konkurencje | Konkurencje | Konkurencje | Konkurencje |
| Rok  | Miejscowość | IN          | SP          | PU          | MS          | RL          | MR          | SR          |
| ---- | ----------- | ----------- | ----------- | ----------- | ----------- | ----------- | ----------- | ----------- |
| 1961 | Umeå        | 18.         | nd.         | nd.         | nd.         | 3.          | nd.         | –           |